# Sālote Lupepau'u
Sālote Lupepau'u (1811 – Nuku'alofa, 8 settembre 1889) è regina consorte delle Tonga dal 1845 al 1889, come moglie di George Tupou I.

## Biografia
Nacque intorno al 1811 ed era figlia di Tamatau'hala, Makamālohi, e Hala'evalu Mohe'ofo. Suo padre era il figlio della figlia del Tu'i Tonga Fefine mentre sua madre era figlia di Fīnau'Ulukālala II'i Feletoa.
Lupepau'u era considerata di alto rango nell'ordine tradizionale.
Fin dalla tenera età venne destinata a sposare Laufilitonga, l'ultimo detentore del titolo Tu'i Tonga.
Qualche tempo dopo la sconfitta di Laufilitonga nella battaglia di Velata contro le forze di Tāufa'āhau (il futuro George Tupou I), questi fuggì con Lupepau'u. 
Dopo la sua conversione al cristianesimo, Tāufa'āhau ripudiò tutte le sue consorti secondarie e i loro figli e fece di Lupepau'u la sua moglie principale.
Dopo la loro conversione, Tāufa'āhau prese il nome di George Tupou I in onore del re Giorgio III del Regno Unito, mentre Lupepau'u venne chiamata Sālote (Carlotta) in onore della regina Carlotta del Regno Unito.
Con George Tupou I, ebbe due figli: Tu'uakitau (1839–1842) e Vuna Takitakimālohi (1844–1862). I loro figli erano gli unici eredi di George Tupou I considerati legittimi e idonei a succedere al trono di Tonga secondo la legge cristiana. La morte senza figli di Vuna Takitakimālohi nel 1862 lasciò aperta la questione della successione. Il titolo di erede sarebbe rimasto vacante per tredici anni, fino alla promulgazione della prima Costituzione di Tonga nel 1875, che legittimò il figlio illegittimo del re Tēvita'Unga e lo nominò principe ereditario.
Lupepau'u morì nel Palazzo reale di Tonga a Nuku'alofa l'8 settembre 1889.
Nel 1914 il Kolisi Fefine fu ribattezzato Queen Salote College in suo onore. Il nome Sālote sarebbe diventato una tradizione ricorrente nella famiglia reale tongana. 
La bisnipote di suo marito Salote Tupou III, prese il nome dalla sua bisnonna Sālote Mafile'o Pilolevu.